# Gouvernement Rállis
IIIe République hellénique
K. Karamanlís VII A. Papandréou I
Le gouvernement Rállis (en grec moderne : Κυβέρνηση Γεωργίου Ράλλη) est le gouvernement de la République hellénique entre le 5 mai 1980 et le 21 octobre 1981, sous la IIe législature du Parlement.
Il est dirigé par le conservateur Geórgios Rállis, successeur de Konstantínos Karamanlís après son élection à la présidence de la République. Il succède au gouvernement Karamanlís VII et cède le pouvoir au premier gouvernement du socialiste Andréas Papandréou après que le PASOK a remporté la majorité absolue aux élections de 1981.

## Historique
Dirigé par le nouveau Premier ministre conservateur Geórgios Rállis, ce gouvernement est constitué et soutenu par la Nouvelle Démocratie (ND). Seule, elle dispose de 171 députés sur 300, soit 57 % des sièges du Parlement.
Il est formé à la suite de la démission de Konstantínos Karamanlís, au pouvoir depuis 1974.
Il succède donc au gouvernement Karamanlís VII, constitué et soutenu dans les mêmes conditions.

### Formation
Le 5 mai 1980, Karamanlís, figure de la vie politique grecque ayant précédé et suivi la dictature des colonels, est élu président de la République au troisième tour de scrutin par 183 voix favorables, trois de plus que la majorité requise. Trois jours plus tard, le ministre des Affaires étrangères Geórgios Rállis est désigné président de la ND et successeur de Karamanlís, obtenant seulement quatre suffrages de plus que son concurrent et ministre de la Défense nationale Evángelos Avéroff.

### Succession
Rállis et son équipe de 23 ministres sont assermentés au palais présidentiel d'Athènes par le président de la République Konstantínos Tsátsos le 10 mai.
Au cours des élections législatives du 18 octobre 1981, la ND subit une défaite face au Mouvement socialiste panhellénique (PASOK) en arrivant deuxième avec 35,9 % des voix et 115 députés, contre 172 au vainqueur du scrutin. Andréas Papandréou forme alors son premier gouvernement.

## Composition

### Initiale (10 mai 1980)
| Portefeuille                                                                      | Titulaire | Titulaire                                                                          | Parti |
| --------------------------------------------------------------------------------- | --------- | ---------------------------------------------------------------------------------- | ----- |
| Premier ministre                                                                  |           | Geórgios Rállis                                                                    | ND    |
| Vice-Premier ministre Ministre sans portefeuille                                  |           | Konstantínos Papakonstantínou                                                      | ND    |
| Vice-Premier ministre                                                             |           | Evángelos Avéroff (à partir du 29/06/1981)                                         | ND    |
| Ministre de la Coordination                                                       |           | Ioánnis Boútos (jusqu'au 11/10/1980) Ioánnis Paleokrassás (à partir du 29/06/1981) | ND    |
| Ministre de la Présidence du gouvernement                                         |           | Konstantínos Stephanópoulos                                                        | ND    |
| Ministre des Affaires étrangères                                                  |           | Konstantínos Mitsotákis                                                            | ND    |
| Ministre de la Défense nationale                                                  |           | Evángelos Avéroff                                                                  | ND    |
| Ministre de la Justice                                                            |           | Geórgios Stamátis                                                                  | ND    |
| Ministre de l'Intérieur                                                           |           | Christóphoros Strátos                                                              | ND    |
| Ministre de l'Éducation nationale et des Religions                                |           | Athanásios Taliadoúros                                                             | ND    |
| Ministre des Finances                                                             |           | Miltiádis Évert                                                                    | ND    |
| Ministre de l'Agriculture                                                         |           | Athanásios Kanellópoulos                                                           | ND    |
| Ministre sans portefeuille, chargé des Relations avec les Communautés européennes |           | Giórgios Kodogéorgis (jusqu'au 09/01/1981)                                         | ND    |
| Ministre sans portefeuille                                                        |           | Ioánnis Paleokrassás (jusqu'au 11/10/1980) Stávros Dímas                           | ND    |
| Ministre de la Culture et de la Science                                           |           | Andréas Andrianópoulos                                                             | ND    |
| Ministre de l'Industrie et de l'Énergie                                           |           | Stéphanos Mános                                                                    | ND    |
| Ministre du Commerce                                                              |           | Stávros Dímas (jusqu'au 11/10/1980) Aristeídis Kaladzákos                          | ND    |
| Ministre du Travail                                                               |           | Konstantínos Láskaris                                                              | ND    |
| Ministre des Services sociaux                                                     |           | Spyrídon Doxiádis                                                                  | ND    |
| Ministre des Travaux publics                                                      |           | Tzannís Tzannetákis                                                                | ND    |
| Ministre de l'Aménagement du territoire, du Logement et de l'Environnement        |           | Geórgios Plytás                                                                    | ND    |
| Ministre des Communications                                                       |           | Geórgios Panagiotópoulos (en)                                                      | ND    |
| Ministre de l'Ordre public                                                        |           | Dimítrios Davákis                                                                  | ND    |
| Ministre de la Marine marchande                                                   |           | Ioánnis Phikióris                                                                  | ND    |
| Ministre de la Grèce du Nord                                                      |           | Nikólaos Mártis                                                                    | ND    |

### Remaniement du 17 septembre 1981
- Les nouveaux ministres sont indiqués en gras, ceux ayant changé d'attributions en italique.

| Portefeuille                                                               | Titulaire | Titulaire                     | Parti |
| -------------------------------------------------------------------------- | --------- | ----------------------------- | ----- |
| Premier ministre                                                           |           | Geórgios Rállis               | ND    |
| Vice-Premier ministre Ministre sans portefeuille                           |           | Konstantínos Papakonstantínou | ND    |
| Vice-Premier ministre Ministre de la Défense nationale                     |           | Evángelos Avéroff             | ND    |
| Ministre de la Coordination                                                |           | Ioánnis Paleokrassás          | ND    |
| Ministre de la Présidence du gouvernement                                  |           | Konstantínos Stephanópoulos   | ND    |
| Ministre des Affaires étrangères                                           |           | Konstantínos Mitsotákis       | ND    |
| Ministre de la Justice                                                     |           | Sólon Rángas                  | Sans  |
| Ministre de l'Intérieur                                                    |           | Geórgios Daskalákis           | Sans  |
| Ministre de l'Éducation nationale et des Religions                         |           | Athanásios Taliadoúros        | ND    |
| Ministre des Finances                                                      |           | Miltiádis Évert               | ND    |
| Ministre de l'Agriculture                                                  |           | Athanásios Kanellópoulos      | ND    |
| Ministre sans portefeuille                                                 |           | Stávros Dímas                 | ND    |
| Ministre de la Culture et de la Science                                    |           | Andréas Andrianópoulos        | ND    |
| Ministre de l'Industrie et de l'Énergie                                    |           | Stéphanos Mános               | ND    |
| Ministre du Commerce                                                       |           | Aristeídis Kaladzákos         | ND    |
| Ministre du Travail                                                        |           | Konstantínos Láskaris         | ND    |
| Ministre des Services sociaux                                              |           | Spyrídon Doxiádis             | ND    |
| Ministre des Travaux publics                                               |           | Tzannís Tzannetákis           | ND    |
| Ministre de l'Aménagement du territoire, du Logement et de l'Environnement |           | Geórgios Plytás               | ND    |
| Ministre des Communications                                                |           | Geórgios Panagiotópoulos (en) | ND    |
| Ministre de l'Ordre public                                                 |           | Ioánnis Katsadímas            | Sans  |
| Ministre de la Marine marchande                                            |           | Ioánnis Phikióris             | ND    |
| Ministre de la Grèce du Nord                                               |           | Nikólaos Mártis               | ND    |